# 秋伊河
秋伊河是俄羅斯的河流，位於彼爾姆邊疆區和巴什科爾托斯坦共和國，屬於烏法河的右支流，河道全長193公里，流域面積約3,700平方公里，河水主要來自融雪，每年十一月至翌年五月結冰。